# Völgységi-patak
Völgységi-patak är ett vattendrag i Ungern. Det ligger i den sydvästra delen av landet, 130 km söder om huvudstaden Budapest.